# Gentiobiosio
Il gentiobiosio è un disaccaride composto da due unità di D-glucosio condensate con un legame glicosidico (acetalico) 1β−6'. È un solido bianco cristallino solubile in acqua e a caldo in metanolo. Il gentiobiosio legato alla crocetina forma la crocina, sostanza responsabile della colorazione dello zafferano. In natura è presente anche nel miele dove rappresenta lo 0,4% degli oligosaccaridi.